# Matthias Kessler
Matthias Kessler (ur. 16 maja 1979 w Norymberdze) – niemiecki kolarz.
W gronie zawodowców zadebiutował w trakcie sezonu 2000, po zdobyciu w roku 1999 tytułu mistrza Niemiec w kategorii do 23 lat i brązowego medalu w kolarskich mistrzostwach świata w kategorii do 23 lat. W swojej dotychczasowej karierze zwyciężył dwa razy w GP Miguel Induráin i jeden raz w LuK Challenge. Trzykrotnie wystąpił w Tour de France, czterokrotnie w Giro d'Italia i dwukrotnie we Vuelta a España.
4 lipca 2006 wygrał po samotnej ucieczce na ostatnich kilometrach 3. etap Tour de France 2006. Wcześniejszego dnia, podczas 2. etapu, został doścignięty przez peleton na 50 metrów przed metą. W 2004 roku musiał zrezygnować z występu w Tour de France z powodu kontuzji, której nabawił się podczas upadku na trasie 10. etapu.
W lipcu 2007 roku został zawieszony na dwa lata po tym, jak w wyniku badania krwi wyszło na jaw, że w 24 kwietnia 2007 roku wykryto u niego zawyżony poziom testosteronu.
Kessler zamierzał wrócić do kolarstwa w 2010 roku, jednak 13 stycznia 2010 roku uległ wypadkowi po tym, jak pod koła roweru wbiegł mu kot, powodując upadek. Kessler jechał bez kasku na głowie. W wyniku wypadku doznał urazu głowy, a jego stan był krytyczny.

## Sukcesy
2007
- 4. miejsce Amstel Gold Race

2006
- 1. miejsce – 3. etap Tour de France 2006
- 10. miejsce – Walońska Strzała

2004
- 3. miejsce – Walońska Strzała
- 6. miejsce – Amstel Gold Race
- 6. miejsce L-B-L

2003
- 1. miejsce – Gran Premio Miguel Induráin
- 1. miejsce – LuK Challenge

2002
- 6. miejsce – Liège-Bastogne-Liège
- 2. miejsce – Tour de Piemont (klasyfikacja generalna)
- 2. miejsce – LuK Challenge

1999
- 1. miejsce – Mistrzostwa Niemiec w kategorii poniżej 23 lat